# 青木志郎
齋藤雪彦『むらづくり入門』世界思想社、2022年。
青木 志郎（あおき しろう、1923年12月24日 - 2017年12月）は、日本の農村建築学者。農村計画学者。東京工業大学名誉教授。日本建築学会副会長、農村計画学会会長を歴任。内閣農政審議会専門委員、農林水産省「豊かなむらづくり」審査委員等を歴任。

## 人物
長野県東筑摩郡筑摩地村（現塩尻市）出身。旧制松本中学（長野県松本深志高等学校）、旧制弘前高等学校を経て、1948年に東京工業大学を卒業。同年に東京工業大学工学部建築学科の助手を務めた。1949年、東北大学農学部に新設された家政学科、のち生活科学科に講師として赴任。建築計画学に生活科学の視点を組み込む農村計画学の基礎を構築。その後、東京工業大学工業教員養成所助教授、1968年東京工業大学の教授に就任。学際的・社会貢献的研究と教育に貢献した。1984年に退官し、日本大学農獣医学部（現・生物資源科学部）教授。
1980年代からは中国の伝統農村の保全や農村計画の発展に貢献。特に黄河流域の地下住居/ヤオトン研究では茶谷正洋のグループと尽力。日本の大学退職後も中国の研究に関与して天津城市建設学院名誉教授、同濟大学顧問教授として活躍。中国と日本の研究交流の礎を築く。
大学での教育研究活動で、長きにわたって数多くの研究者、教育者、実践者を育成。学際的農村計画学の創造に貢献。この分野は青木らが山形県飯豊町椿地区で始めた環境点検活動がはじまりといわれ、このときローレンス・ハルプリン流のワークショップが日本の地域で最初に実践され、「椿講」と名づけられる。
「九条科学者の会」呼びかけ人。「九条の会」賛同者。2001年に勲三等旭日中綬章を受章。